# تیمچه قزوینی‌ها
تیمچه قزوینیها مربوط به اواخر دوره قاجار است و در اصفهان، میدان نقش جهان، بازار بزرگ، بازار تالار واقع شده و این اثر در تاریخ ۲۳ شهریور ۱۳۸۲ با شمارهٔ ثبت ۱۰۲۱۷ به‌عنوان یکی از آثار ملی ایران به ثبت رسیده‌است.